# 马丁·埃拉特
马丁·埃拉特（捷克語：Martin Erat，1981年8月29日—），捷克男子冰球运动员。他曾代表捷克参加2006年、2010年、2014年和2018年冬季奥林匹克运动会冰球比赛，其中2006年冬季奥运会获得一枚铜牌。